# Livio Maitan
Livio Maitan (Venezia, 1º aprile 1923 – Roma, 16 settembre 2004) è stato un politico e intellettuale italiano.

## Biografia

### Studi e adesione alla Quarta Internazionale
Dopo gli studi di lettere classiche alla facoltà di Lettere e filosofia dell'Università di Padova, si iscrisse alla Quarta Internazionale, organizzazione trotzkista, nel 1947. All'epoca era anche un giocatore della squadra di calcio di Venezia, la Serenissima.

### Attività nella FGSI,  scelta Frontista e creazione del giornale di partito
La sezione italiana della IV Internazionale entrò nella Federazione Giovanile Socialista Italiana (FGSI), l'organizzazione giovanile dell'allora PSIUP, ritenendola un terreno fertile di reclutamento, essendo le sue leve critiche rispetto al modello di socialismo rappresentato e propugnato allora dall'Unione Sovietica. Nel 1948 Maitan giunse anche alla guida della FGSI, che in seguito si divise in movimenti più piccoli.
Nello stesso anno egli divenne uno dei dirigenti del Fronte Democratico Popolare ed entrò nella direzione della IV Internazionale. Nel 1949 partecipò alla fondazione dei Gruppi Comunisti Rivoluzionari (GCR) che, l'anno dopo, si diedero come organo di stampa Bandiera Rossa, periodico che verrà pubblicato fino al 2002.

### Distacco dalla FGSI e adesione entrista nel PCI
In seguito, la sezione italiana della IV Internazionale preferì allontanarsi dall'area socialista ed entrare come gruppo nel Partito Comunista Italiano, per contrastarne dall'interno le scelte moderate e filosovietiche, organizzandosi nei Gruppi comunisti rivoluzionari (GCR), di cui Maitan divenne il massimo esponente. I GCR agirono così come associazione di studio, analisi e propaganda politica. Bandiera Rossa fu affiancata dalla rivista teorica Quarta Internazionale. Maitan divenne contemporaneamente un artefice della pubblicazione in Italia delle opere di Lev Trotsky.
I GCR erano costituiti in prevalenza da membri della FGCI - organizzazione giovanile del PCI - come Andreina De Clementi, Silverio Corvisieri e Edgardo Pellegrini (giornalista di Paese Sera), oltre che da membri del Comitato Centrale dello stesso PCI (come Silvio Paolicchi ed Augusto Illuminati, poi radiati dal partito nel luglio 1966).

### La crisi del 1968, uscita dal PCI e anni Settanta
L'organizzazione attraversò molte crisi a partire dal 1968, anno della contestazione studentesca. Molti dirigenti ne uscirono (alcuni attratti dal maoismo) e dunque fondarono piccoli gruppi autonomi, di cui il più fortunato fu quello di Avanguardia Operaia. Nel 1969 i GCR uscirono definitivamente dal PCI, collocandosi nella Nuova sinistra, quella extraparlamentare. Il movimento continuò a essere lacerato da scissioni, perlopiù dovute a contrasti delle tendenze interne con le scelte della maggioranza e di Maitan (come quella di entrare, nel 1976, nel cartello elettorale di Democrazia Proletaria) e che davano origine a piccoli gruppi e collettivi locali.

### La Lega Comunista Rivoluzionaria e l'ingresso in Democrazia Proletaria
Nel 1980 la Lega Operaia Rivoluzionaria (di cui facevano parte Silvio Paolicchi, Fernando Visentin, Franco Grisolia e Marco Ferrando) si unificò coi GCR, che cambiarono nome in Lega comunista rivoluzionaria (LCR); la nuova organizzazione pose la sua sede centrale a Milano. Maitan, con Franco Turigliatto e altri, fu a capo della maggioranza della LCR, mentre Ferrando e Grisolia guidavano una minoranza.
Nel 1989 la maggioranza della LCR, con Livio Maitan, decise di sciogliere l'organizzazione facendola confluire in Democrazia Proletaria, nella cui direzione nazionale entrarono 5 membri. Nel 1991 fu favorevole, seppur criticamente, allo scioglimento di DP, il cui apporto fu determinante per la creazione del Partito della Rifondazione Comunista.

### Dentro Rifondazione Comunista, caduta del I Governo Prodi e trasformazione diBandiera RossainErre
All'interno di Rifondazione comunista Livio Maitan fu dirigente di spicco, capeggiando una corrente trotzkista derivata dall'esperienza della LCR, chiamata "Bandiera Rossa" dal nome dell'omonima rivista. Venne candidato alle elezioni europee del 1994 nella circoscrizione Italia Centrale, ottenendo 3.750 preferenze, senza risultare eletto. 
Nel 1998, quando il segretario del PRC Fausto Bertinotti ritirò l'appoggio del partito al primo governo Prodi, la componente maitaniana, determinante dal punto di vista numerico, entrò, seppur criticamente, nella maggioranza di Rifondazione appoggiando lo stesso Bertinotti. Nel momento in cui il governo di Romano Prodi cadde, esclamò: "Da una vita aspettavo di far cadere un governo borghese".
Nel 2001 si candida al Senato per Rifondazione Comunista, senza risultare eletto. Nel 2002 fu favorevole alla nascita di una nuova rivista trotzkista in luogo di Bandiera Rossa, chiamata Erre, cambiando successivamente anche il nome della sua corrente in "Sinistra Critica" , i cui esponenti più conosciuti furono i senatori Luigi Malabarba e Franco Turigliatto e il deputato Salvatore Cannavò.

### Gli ultimi anni
Col passare del tempo Maitan ridusse la propria presenza sulla scena politica pubblica (pur mantenendo costante la sua attività nel circolo PRC del quartiere di Primavalle) scrivendo tuttavia diversi saggi e articoli sul giornale del PRC, Liberazione. Continuò nel tempo libero la propria attività di calciatore amatoriale (era anche un grande tifoso della Lazio). 
Secondo Alain Krivine, dirigente trotzkista francese, fu «l'opposto della caricatura che alcuni amano fare del dirigente trotskista».
Dopo la sua morte, avvenuta nel 2004, è stato intitolato a lui il "Centro Studi Livio Maitan" che organizza diverse iniziative culturali e di ricerca sul marxismo in tutta Italia. Dopo la scissione di Sinistra Critica, è stato creato anche il Centro Livio Maitan La.Co.Ri. che poi da luglio 2017 gestisce il fondo Livio Maitan nella biblioteca a lui intitolata.
Nel 100º anniversario della sua nascita, il 1º aprile 2023, viene organizzato a Roma un convegno nazionale dal titolo "Con lo sguardo rivolto al futuro". 

## Opere
- Attualità di Gramsci e politica comunista, Milano, Schwarz, 1955; Foligno, Centro studi Pietro Tresso, 1995.
- Teoria e politica comunista nel dopoguerra, Milano, Schwarz, 1959.
- Trotsky, oggi, Torino, Einaudi, 1959.
- L'Algeria e il socialismo, a cura di, Roma, Samonà e Savelli-Libreria internazionale Terzo mondo, 1963.
- Dai processi di Mosca alla caduta di Krusciov. Analisi sullo stalinismo di Leone Trotskij e del movimento trotskista internazionale, a cura di, Roma, Edizioni Bandiera Rossa, 1965.
- Il movimento operaio in una fase critica. Programmazione, centro-sinistra, obiettivi transitori, unificazione e concezione del partito, coesistenza e internazionalismo, Roma, Samonà e Savelli, 1966.
- La costruzione del partito rivoluzionario, a cura di e con Sirio Di Giuliomaria, Roma, Nuove edizioni internazionali, 1967.
- L'esplosione rivoluzionaria in Francia. Con una documentazione e una cronologia essenziali, Roma, Samonà e Savelli, 1968.
- PCI 1945-1969: stalinismo e opportunismo, Roma, Samonà e Savelli, 1969.
- Partito, esercito e masse nella crisi cinese. Una interpretazione marxista della rivoluzione culturale, Roma, Samonà e Savelli, 1969.
- Verifica del leninismo in Italia (1968-1972), in Il partito leninista, Roma, La nuova sinistra, 1972.
- Dinamica delle classi sociali in Italia, con un commento di Paolo Sylos Labini, Roma, Savelli, 1975.
- La grande depressione (1929-32) e la recessione degli anni '70, Roma, Savelli, 1976.
- La crisi del marxismo edizione fine anni 70, Milano, Nuove edizioni internazionali, 1980.
- Destino di Trockij, Milano, Rizzoli, 1981.
- Il marxismo rivoluzionario di Antonio Gramsci, Milano, Nuove edizioni internazionali, 1987; edizione riveduta con una breve antologia di scritti di Gramsci e su Gramsci, 1997.
- Al termine d'una lunga marcia. Dal PCI al PDS, Roma, Erre emme, 1990. ISBN 88-85378-20-X.
- Anticapitalismo e comunismo. Potenzialità e antinomie di una rifondazione, Napoli, Cuen, 1992. ISBN 88-7146-192-4.
- Il dilemma cinese. Analisi critica della Cina post-rivoluzionaria 1949-1993, Roma, Datanews, 1994. ISBN 88-7981-011-1.
- Dall'Urss alla Russia, 1917-1995. La transizione rovesciata, Roma, Datanews, 1996. ISBN 88-7981-044-8.
- Tempeste nell'economia mondiale. Dal dopoguerra alle crisi asiatiche, Roma, Datanews, 1998. ISBN 88-7981-107-X.
- Sessant'anni di dibattiti e di lotte della Quarta Internazionale. La storia attraverso i documenti, Milano, Nuove edizioni internazionali, 1998.
- La Cina di Tiananmen, a cura di, Bolsena, Massari, 1999. ISBN 88-457-0139-5.
- La strada percorsa. Dalla Resistenza ai nuovi movimenti: lettura critica e scelte alternative, Bolsena, Massari, 2002. ISBN 88-457-0180-8.
- Per una storia della IV internazionale. La testimonianza di un comunista controcorrente, Roma, Edizioni Alegre, 2006. ISBN 88-89772-08-5.

### Traduzioni, prefazioni e altre curatele
- Prefazione e traduzione di Leone Trotsky, La rivoluzione tradita, Milano, Schwarz, 1956.
- Prefazione, traduzione e note di Leone Trotsky, La III Internazionale dopo Lenin, Milano, Schwarz, 1957.
- Cura di e con Tristan Sauvage (Arturo Schwarz), con traduzione e note di Leone Trotsky, Letteratura, arte, libertà, Milano, Schwarz, 1958.
- Traduzione di André Breton, Storia del surrealismo, 1919-1945. 72 tavole fuori testo, 2 volumi, Milano, Schwarz, 1961.
- Cura di Lev Trotskij, Scritti 1929-1936, Torino, Einaudi, 1962; Milano, A. Mondadori, 1968.
- Traduzione di Lev Trotsky, Storia della rivoluzione russa, Milano, Sugar, 1964; Milano, A. Mondadori, 1969.
- Traduzione di Ernest Mandel, Trattato di economia marxista, Roma, Samonà e Savelli, 1965.
- Traduzione di Jacek Kuroń, Il marxismo all'opposizione, Roma, Samonà e Savelli, 1967.
- Prefazione e traduzione di Lev Trotskij, La rivoluzione permanente, Torino, Einaudi, 1967.
- Traduzione di Karl Marx, Miseria della filosofia. Risposta a La filosofia della miseria di Proudhon, Roma, Samonà e Savelli, 1968.
- Traduzione di Jacek Kuroń e Karol Modzelewski, Il marxismo polacco all'opposizione, Roma, Samonà e Savelli, 1969.
- Introduzione a Karl Marx, V. I. Lenin, Rosa Luxemburg, L. D. Trotskij, Marxismo e sindacato, Roma, Samonà e Savelli, 1970.
- Introduzione e traduzione di Lev Trotskij, I problemi della rivoluzione cinese e altri scritti su questioni internazionali. 1924-1940, Torino, Einaudi, 1970.
- Traduzione di con Paolo Flores d'Arcais di Karl Marx, Scritti sulla Comune di Parigi, Roma, La nuova sinistra-Samonà e Savelli, 1971.
- Prefazione a Lev D. Trotskij, La rivoluzione tradita, Roma, Samonà e Savelli, 1972.
- Traduzione di L. D. Trotskij, Il programma di transizione, Roma, Bandiera rossa, 1972.
- Traduzione e introduzione di Lev Trotskij, Guerra e rivoluzione, Milano, A. Mondadori, 1973.
- Traduzione (con Maria Novella Pierini) di Ernest Mandel, Neocapitalismo e crisi del dollaro, Roma-Bari, Laterza, 1973.
- Traduzione di Ernest Mandel, Introduzione al marxismo. Dalla diseguaglianza sociale alla società senza classi, Roma, Savelli, 1975.
- Prefazione a Lev Trotskij, Il giovane Lenin. La giovinezza di Lenin raccontata da un compagno di lotta, Milano, A. Mondadori, 1976.
- Traduzione e introduzione di Lev Trotskij, La mia vita, Milano, A. Mondadori, 1976.
- Cura di Lev Trotskij, Problemi della rivoluzione in Europa. I primi anni dell'Internazionale comunista, Milano, A. Mondadori, 1979.
- Traduzione di L. D. Trotskij, Scritti scelti, 1905-1940, Roma, Savelli, 1980.
- Prefazione ad Aldo Bronzo, I comunisti in Cina. Dalle origini alla presa del potere, 2 volumi, Milano, Nuove edizioni internazionali, 1983.
- Introduzione a Giuseppina (Pina) Verdoja, Una trotskista nel dopoguerra, Foligno, Centro studi Pietro Tresso, 1992.
- Introduzione a Giuseppe Paolo Samonà, La formazione politica di un intellettuale rivoluzionario. Note autobiografiche. (1950-1968), Firenze, BI-Elle, 1997.
- Introduzione a Daniel Bensaïd, François Vercammen, Antonio Moscato, Lenin, il partito e la rivoluzione, Milano, Nuove edizioni internazionali, 1997.
- Prefazione a Michel Husson e Daniel Bensaïd, Il nuovo disordine mondiale. L'imperialismo oggi e il movimento che lo contesta, Milano, Nuove edizioni internazionali, 2001.